# Josef Lindauer (Skisportler)
Josef Franz Lindauer-Kälin (* 22. Februar 1912 in Schwyz; † 17. Februar 1997 in Schwyz) war ein Schweizer Skisportler.
Er war Mitglied des 1917 gegründeten Skiclub Schwyz und war bei den Olympischen Winterspielen 1936 als Soldat Teilnehmer der Schweizer Mannschaft (mit Arnold Käch, Josef Jauch und Eduard Waser) beim Demonstrationsbewerb Militärpatrouille, die den siebten Platz erzielte. Seine drei Fehlschüsse bei diesem Bewerb lösten in der schweizerischen Öffentlichkeit eine lebhafte Diskussion aus.